# 柳亭楽輔
柳亭 楽輔（りゅうてい らくすけ、1953年1月25日 - ）は、静岡県静岡市駿河区出身の落語家。落語芸術協会所属で、協会理事。本名∶笹本 邦雄。出囃子は『砧』。紋は『蔓結び片喰』。

## 経歴
1968年に静岡市立大里中学校卒業。1971年に静岡市立高等学校卒業。
1972年3月に舞台芸術学院を中退し、7月に四代目柳亭痴楽に入門、「楽輔」を名乗る。1973年10月、師匠痴楽が病に倒れたため、三笑亭夢楽の預かり弟子となる。
1976年11月、二ツ目昇進。
1987年5月、三遊亭右紋と共に真打昇進。

## 人物
古典落語を中心に演じる。主な演目には『明烏』『幾代餅』『死神』『寝床』『風呂敷』などがある。
趣味は映画鑑賞、プロ野球観戦（阪神タイガースファン）、ゴルフ、宝塚歌劇観劇。
女優の笹本れいかは、楽輔の長女である。
弟子の三代目柳亭小痴楽・柳亭明楽が真打昇進興行においては、新宿末廣亭のみ諸事情により出演していない（明楽の披露興行の際は小痴楽が師匠の代理という形をとる）。

## 芸歴
- 1972年7月 - 四代目柳亭痴楽に入門、「楽輔」を名乗る。
- 1973年10月 - 三笑亭夢楽の預かり弟子となる。
- 1976年11月 - 二ツ目昇進。
- 1987年5月 - 真打昇進。

## 弟子

### 真打
- 三代目柳亭小痴楽 - 桂平治門下から五代目柳亭痴楽門下を経て移籍
- 柳亭明楽

### 二ツ目
- 柳亭信楽

### 廃業
- 柳亭春楽

## 主な出演作品

### バラエティ・情報番組
- 花王名人劇場（フジテレビ）
- 11PM（日本テレビ）
- ルックルックこんにちは（日本テレビ） - リポーターを17年間担当。ちなみに、楽輔の真打昇進時の口上書きの一人は、番組司会の岸部シローだった。
- 麺・喰らっちゃいます 絶品!ラーメン紀行（テレビ東京） - ナビゲーター

### テレビドラマ
- 人妻捜査官 最終話「疑惑!?女刑事が刺された教会」（1984年、ABC系/テレパック）
- 女優競演サスペンス「優しみの罠」（1987年、KTV系/ジェイミック）
- 月曜ドラマスペシャル 「昭和のチャンプ たこ八郎物語」（1990年、TBS系/ジェイミック）

### 映画
- 刑事物語 くろしおの詩（1985年、東宝）